# FC Golden State Force
El FC Golden State Force es un equipo de fútbol semiprofesional de los Estados Unidos que milita en la USL League Two, la cuarta división de fútbol en el país.

## Historia
Fue fundado en el año 2015 en la ciudad de Pasadena, California como una organización no lucrativa y todo el 2015 jugó 14 partidos ante equipos que ya eran parte de la antiguamente conocida como USL PDL como el Ventura County Fusion y LA Laguna FC.
El 26 de enero de 2016 la liga le otorgó una franquicia a Golden State para formar parte de la liga luego de que el Golden State Misioneros se mudara a Los Ángeles, California, la cual aceptó el Dorado.

## Entrenadores
- Bob Friedland (2017-)